# Rolf Milser
Rolf Milser (Bernburg, 28 giugno 1951) è un ex sollevatore tedesco occidentale campione olimpico, mondiale ed europeo che ha gareggiato nelle categorie dei pesi massimi leggeri (fino a 82,5 kg.), dei pesi medio-massimi (fino a 90 kg.) e dei pesi massimi primi (fino a 100 kg.).

## Carriera
Cresciuto a Duisburg, dove iniziò a praticare il sollevamento pesi, Milser fu convocato alle Olimpiadi di Monaco di Baviera 1972, dopo aver vinto il titolo nazionale nella categoria dei pesi massimi leggeri, e dinanzi al pubblico di casa terminò la competizione olimpica al 7º posto finale con 477,5 kg. nel totale di tre prove.
Subito dopo i Giochi Olimpici del 1972 la IWF abolì la prova di distensione lenta, che era uno dei punti di forza di Rolf Milser, ma ciò non avrebbe influito sulle sue future prestazioni.
Infatti, nel 1974 vinse la medaglia di bronzo ai campionati mondiali di Manila con 347,5 kg. nel totale di due prove.
Due anni dopo partecipò alle Olimpiadi di Montréal 1976, terminando fuori classifica in quanto non riuscì ad effettuare alcuna alzata valida nella prova di strappo, vincendo comunque la medaglia d'oro mondiale nello slancio poiché la gara olimpica era valida anche come campionato mondiale.
L'anno successivo riuscì a conquistare la medaglia d'argento ai campionati mondiali ed europei di Stoccarda, dopo essere passato alla categoria superiore dei pesi medio-massimi, sollevando 370 kg. nel totale, dietro al sovietico Sergej Poltorackij (375 kg.) e davanti al cubano Alberto Blanco-Fernández (355 kg.) e all'ungherese György Rehus-Uzor (347,5 kg.), quest'ultimo 4º classificato mondiale e medaglia di bronzo europea.
Nel 1978 Milser ottenne la medaglia d'argento ai Campionati europei di Havířov con 375 kg. nel totale alle spalle del fuoriclasse sovietico David Rigert (397,5 kg.) e, qualche mese dopo, anche grazie all'assenza di Rigert che nel frattempo era passato alla categoria dei pesi massimi primi, riuscì a conquistare il titolo mondiale ai campionati mondiali di Gettysburg con 377,5 kg. nel totale, battendo il sovietico Gennadij Bessonov (375 kg.) e l'ungherese Ferenc Antalovics (367,5 kg.).
Nel 1979 Milser vinse il suo primo e unico titolo europeo, conquistando la medaglia d'oro ai campionati europei di Varna con 382,5 kg. nel totale. Lo stesso anno vinse la medaglia d'argento ai Campionati mondiali di Salonicco con 377,5 kg. nel totale, battuto questa volta da Bessonov (380 kg.) ma distanziando il 3º classificato, il polacco Witold Walo (362,5 kg.).
L'anno successivo Milser non poté partecipare alle Olimpiadi di Mosca 1980, dove sarebbe stato uno dei favoriti per le medaglie, a causa del boicottaggio di quei Giochi Olimpici da parte della Germania Ovest insieme ad altri Paesi.
Seguiranno alcuni anni in cui non riuscì ad ottenere risultati importanti nelle grandi manifestazioni internazionali, avendo fatto nel frattempo, nel 1982, il salto alla categoria superiore dei pesi massimi primi.
Nel 1984 Milser ottenne il massimo risultato della sua carriera di sollevatore, partecipando a 33 anni alle Olimpiadi di Los Angeles, dove, approfittando dell'assenza della maggior parte degli atleti dell'Est europeo a causa del boicottaggio dei loro Paesi, vinse la medaglia d'oro con 385 kg. nel totale, davanti al rumeno Vasile Groapă (382,5 kg.) e al finlandese Pekka Niemi (367,5 kg.). In quell'anno la competizione olimpica di sollevamento pesi era valida anche come campionato mondiale.
Dopo i Giochi Olimpici del 1984 Rolf Milser si ritirò dall'attività agonistica, dedicandosi a quella di allenatore di sollevamento pesi e diventando anche membro dello staff tecnico della squadra nazionale tedesca di questa disciplina.
Nel corso della sua carriera di sollevatore Milser realizzò due record mondiali, entrambi nella prova di slancio, di cui uno nella categoria dei pesi massimi leggeri e uno in quella dei pesi medio-massimi.